# Spomin
Spomín je sposobnost organizma, da lahko ohrani in kasneje obnovi podatke. Za razliko od računalniškega pomnilnika, katerega včasih napačno imenujemo spomin, je proces shranjevanja in obnove podatkov nenatančen ter podvržen nezavednim spremembam (npr. pozabljanju).
Tradicionalno se spomin obravnava v sklopu kognitivne psihologije, v zadnjih desetletjih pa se množijo tudi odkritja o fizikalno-kemičnih procesih v živčnih mrežah, ki so udeležene pri spominu. Te obravnava področje naravoslovja, ki mu pravimo nevroznanost.